# Рудник (Бургасская область)
Рудник (болг. ) — село в Бургасской области Болгарии. Входит в состав общины Бургас. Находится примерно в 13 км к северу от центра города Бургас. По данным переписи населения 2011 года, в селе  проживало 3507 человек.

## Население
| Год     | 1934 | 1946 | 1956 | 1965 | 1975 | 1985 | 1992 | 2001 | 2011 |
| ------- | ---- | ---- | ---- | ---- | ---- | ---- | ---- | ---- | ---- |
| Жителей | 2155 | 2947 | 5258 | 2328 | 2968 | 3023 | 3030 | 3489 | 3507 |

| Национальность  | Человек | Процент |
| --------------- | ------- | ------- |
| болгары         | 1030    | 40,2%   |
| турки           | 1494    | 58,31%  |
| цыгане          | 3       | 0,12%   |
| другие          | 7       | 0,27%   |
| не определились | 28      | 1,09%   |
| Всего ответов   | 2562    |         |

|  |